# Compass Records
Compass Records is een onafhankelijk Amerikaans platenlabel, waarop folk, bluegrass, keltische muziek, jazz en wereldmuziek wordt uitgebracht. Het heeft bijna honderd artiesten onder contract staan en brengt ieder jaar zo'n twintig albums uit. In 2006 nam het label de catalogi van Green Linnet en Xenophile over en in 2008 kocht het Mulligan Records. Het label werd in 1994 opgericht door Alison Brown en Garry West en  is gevestigd in Nashville.
Artiesten die op het label uitkwamen zijn onder meer Altan, Gráda, Darol Anger, Russ Barenberg, Old Blind Dogs, Paul Brock, Alison Brown, John R. Burr, Paul Carrack, Jeff Coffin, Drew Emmitt, Fairport Convention, Matt Flinner, Kris Drever, Roddy Hart, Colin Hay, Lúnasa, Steve Masakowski, Beth Nielsen Chapman, Mairéad Ní Mhaonaigh, Jeb Loy Nichols, Todd Philips, Kate Rusby, Kim Scanlon, Sharon Shannon, The Waifs, The Tannahill Weavers en Victor Wooten.